# 前396年
| 千纪： | 前1千纪 |
| 世纪： | 前5世纪 \| 前4世纪 \| 前3世纪 |
| 年代： | 前420年代 \| 前410年代 \| 前400年代 \| 前390年代 \| 前380年代 \| 前370年代 \| 前360年代                                                                                       |
| 年份： | 前401年 \| 前400年 \| 前399年 \| 前398年 \| 前397年 \| 前396年 \| 前395年 \| 前394年 \| 前393年 \| 前392年 \| 前391年                                                         |
| 纪年： | 周安王六年 魯穆公二十年 齊康公九年 晉烈公二十年 趙武侯四年 魏文侯二十九年 韓烈侯四年 秦惠公四年 楚悼王六年 宋悼公八年 衛慎公十九年 鄭繻公二十七年 燕後簡公十九年 越王翳十五年 |

## 大事記
- 鄭駟子陽之黨弒鄭繻公，立鄭康公乙。
- 《资治通鉴》以本年宋悼公薨，子宋休公田立。根据杨宽考证，应为前385年。
- 魏文侯薨，其子魏武侯即位。《资治通鉴》记录在前387年。
- 柏拉图作《苏格拉底的申辩》。

## 逝世
- 鄭繻公，鄭国国君（前425年—前396年在位）。
- 魏文侯，魏国国君（前423年—前396年在位）。